# Calycobolus
Calycobolus – rodzaj roślin z rodziny powojowatych (Convolvulaceae). Obejmuje 18 gatunków. Większość występuje w tropikalnej Afryce, a trzy (C. glaber, C. lanulosus, C. sericeus) w tropikalnej Ameryce Południowej. Współautorem rewizji rodzaju i szeregu nazw gatunków jest polski botanik – Stanisław Lisowski (1924–2002).

## Morfologia
PokrójLiany, nagie lub owłosione. Włoski zwykle T-kształtne.
LiściePojedyncze, ogonkowe, o ogonkach często zgiętych, pełniących funkcję organu czepnego. Blaszki całobrzegie, często skórzaste, nagie lub owłosione, z domacjami lub bez, odgrywającymi istotną rolę przy identyfikacji gatunków.
KwiatyWyrastają z kątów liści, rzadziej szczytowo, pojedynczo lub rzadziej zebrane w wielokwiatowe grona osiągające 20 cm długości. Szypułki kwiatowe zwykle wydłużają się podczas owocowania i często wsparte są przysadkami, u niektórych gatunków okazałych rozmiarów. Działki kielicha są wolne i silnie asymetryczne – dwie zewnętrzne są duże, zwykle sercowatego kształtu, trzy wewnętrzne są mniejsze i lancetowate. Korona zmiennej wielkości, od 2,5 do 6 cm; lejkowata, rurkowata, dzwonkowata lub urnowata. Szyjki słupka dwie, zwykle złączone u nasady, o różnej długości i w różnym stopniu zrośnięte u nasady.
OwoceTorebki zamknięte w silnie powiększonym kielichu.

## Systematyka
Pozycja systematyczna
Rodzaj z plemienia Dichondreae z podrodziny Dichondroideae w obrębie rodziny powojowatych (Convolvulaceae).
Wykaz gatunków 
- Calycobolus acuminatus (Pilg.) Heine
- Calycobolus africanus (G.Don) Heine
- Calycobolus cabrae (De Wild. & T.Durand) Heine
- Calycobolus campanulatus (K.Schum. ex Hallier f.) Heine
- Calycobolus gilgianus (Pilg.) Heine
- Calycobolus glaber (Kunth) House
- Calycobolus goodii Heine
- Calycobolus hallianus Breteler
- Calycobolus heineanus Lejoly & Lisowski
- Calycobolus heudelotii (Baker ex Oliv.) Heine
- Calycobolus insignis (Rendle) Heine
- Calycobolus kasaiensis Lejoly & Lisowski
- Calycobolus lanulosus D.F.Austin
- Calycobolus micranthus (Dammer) Heine
- Calycobolus parviflorus (Mangenot) Heine
- Calycobolus petitianus Lejoly & Lisowski
- Calycobolus robynsianus Lejoly & Lisowski
- Calycobolus sericeus (Kunth) House